# Bad Berneck im Fichtelgebirge
Bad Berneck là một thị xã tại huyện Bayreuth, bang Bayern nước Đức. Đô thị Bad Berneck im Fichtelgebirge có diện tích 33,58 km², dân số thời điểm ngày 31 tháng 12 năm 2006 là 4692 người. Đô thị này tọa lạc bên sông Weißer Main, tại Fichtelgebirge, 13 km về phía đông bắc của Bayreuth.